# Cultura Coțofeni
Cultura Coțofeni, cunoscută și drept Cultura Baden-Coțofeni, a fost o cultură arheologică prezentă pe teritoriul României, Transcarpatiei și Ungariei de est, ce a înflorit în timpul Perioadei de Tranziție dintre Epoca Cuprului și Epoca Bronzului. Este posibil ca aceasta să fie rezultatul uniunii dintre purtătorii culturii Ariușd-Cucuteni cu cultura Usatove (ea însăși posibilă de origine proto-indo-europeană, influențată de cultura Cucuteni). A dominat Dunărea mijlocie și sud-estul Europei Centrale între 3500 și 2500 î.Hr.